# Иолшины
Иолшины — польский дворянский род, герба Покора.
Происходит от полковника польских войск Ивана Иолшина (1683). Род Иолшиных внесён в VI часть родословной книги Виленской губернии.